# Lendou
Le Lendou est une rivière du Sud-Ouest de la France arrosant les départements du Lot et de Tarn-et-Garonne, en région Occitanie. C'est un sous-affluent de la Garonne par la Barguelonne et la Barguelonnette. Comme elles, c'est une rivière du Quercy Blanc. 

## Géographie

### Cours

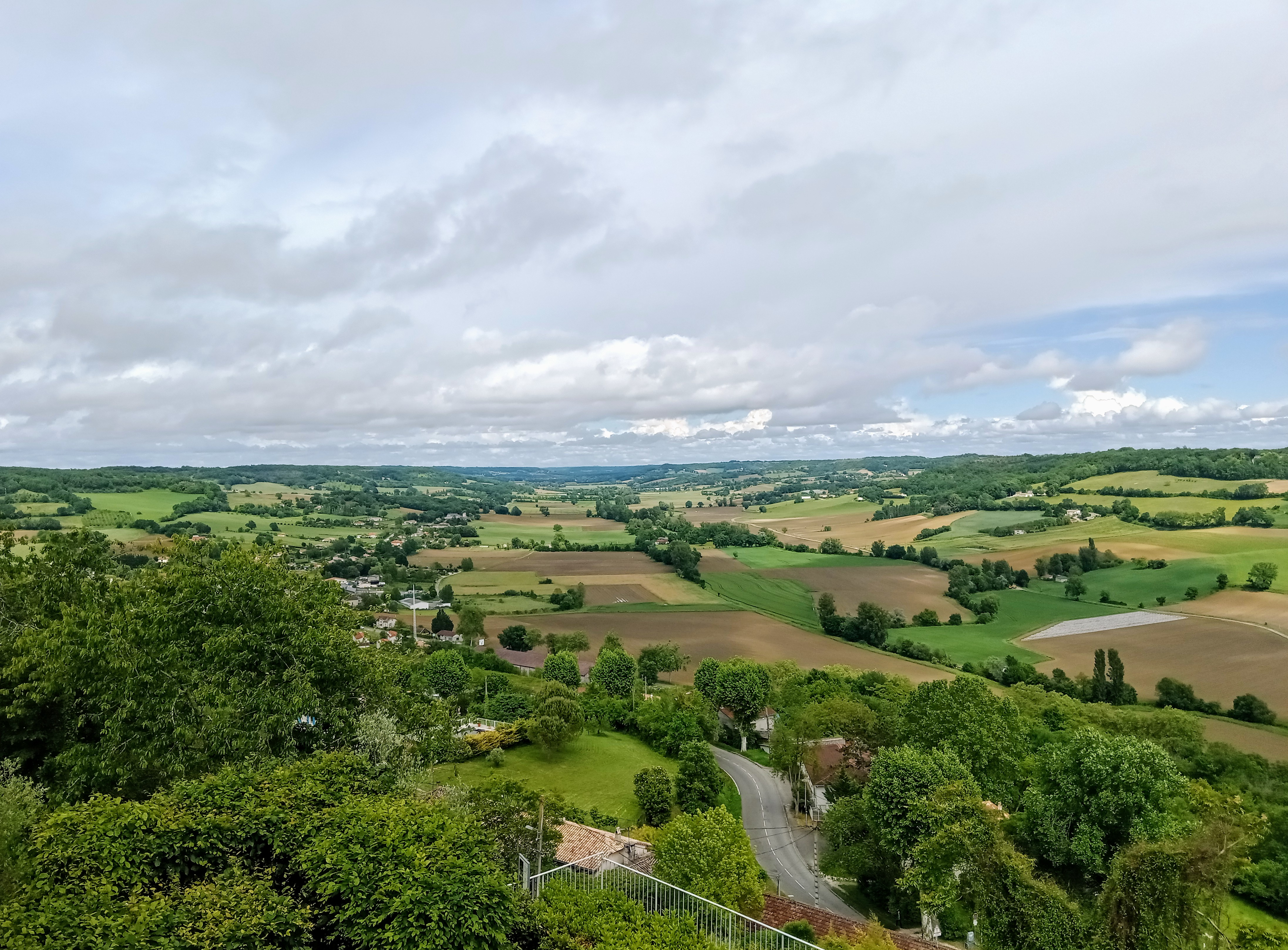
Vallée du Lendou.

De 30,5 km de longueur, le  Lendou prend sa source dans le département du Lot entre Pern et Labastide-Marnhac, dans la commune de l'Hospitalet, à 242 m d'altitude. 
Il coule dans l'ensemble du nord-est vers le sud-ouest, comme la Barguelonette et la Barguelonne.
Le Lendou conflue en rive gauche avec la Barguelonnette, à 93 m d'altitude, dans la commune de Saint-Amans-de-Pellagal (Tarn-et-Garonne).

### Affluents
Le Lendou a vingt-neuf tronçons affluents référencés avec sept bras[pas clair] et dont les principaux sont :
- le ruisseau des Foundésous (rg), 2 km sur les deux communes de Cézac et Pern de rang de Strahler un.
- Le Verdanson (rd), 10,7 km sur trois communes avec quatre affluents et de rang de Strahler deux.
- Ruisseau de Ramat (rg), 3,9 km sur la seule commune de Sainte-Alauzie avec un seul affluent donc de rang de Strahler deux.

Le rang de Strahler est donc de trois.

### Départements, cantons et communes traversés
Le Lendou traverse onze communes, d'amont en aval :
- Lot : Lhospitalet, Pern, Cézac, Sainte-Alauzie, Lascabanes, Saint-Cyprien, Montlauzun, Saint-Laurent-Lolmie
- Tarn-et-Garonne : Tréjouls, Lauzerte, Saint-Amans-de-Pellagal.

Il prend sa source dans le canton de Castelnau-Montratier, traverse le canton de Montcuq et conflue dans le canton de Lauzerte, dans les arrondissements de Cahors et de Castelsarrasin.

## Hydrographie

### Bassin versant
Le Lendou traverse une seule zone hydrographique, la Petite Barguelonne (O612), de 273 km2 de superficie. Ce bassin versant est constitué à 68,98 % de territoires agricoles, à 30,23 % de forêts et milieux semi-naturels, à 0,44 % de territoires artificialisés.

### Hydrologie
Il a un débit d'eau naturel important résultant de la largeur de sa vallée et de ses nombreux affluents et sous-affluents, notamment grâce à l'apport d'eau du Verdanson.
Le Lendou a été particulièrement violent lors des crues de 1996.
Très sollicitée par les agriculteurs à des fins d'irrigation du maïs, il subit un assèchement particulièrement notable en été.

## Administration

### Organisme gestionnaire
L'organisme gestionnaire est le SIAH ou Syndicat intercommunal d'aménagement hydraulique de la Barguelonne et du Lendou

### Pêche et AAPPMA
Le Lendou est un cours d'eau de deuxième catégorie avec une AAPPMA gestionnaire à Lauzerte.